# Klaus-Peter Lüdke
Klaus-Peter Lüdke (* 8. November 1968 in Böblingen) ist ein  deutscher Autor und Pfarrer der Evangelischen Landeskirche in Württemberg.

## Leben
Klaus-Peter Lüdke wuchs in Holzgerlingen und Altdorf (Landkreis Böblingen) auf. Nach seinem Vikariat in Köngen (1998–2000) arbeitete er als Pfarrer z. A. in Schorndorf und übernahm 2003 die Pfarrstelle in Neuweiler (Landkreis Calw). Er arbeitet seit 2005 als Pfarrer in Stellenteilung mit seiner Frau Sabine Lüdke, seit 2012 in Altensteig (Kirchenbezirk Calw-Nagold).

## Publikationen
- Ostern neu erzählt, gehofft und gebetet. Manuela Kinzel Verlag, Göppingen 2023[3]
- Queer mit Gott. Bibel und Glaube unter dem Regenbogen, Manuela Kinzel Verlag, Göppingen 2021[4]
- Jesus Loves Trans*. Transidentity in Family and Church, 2020[5]
- Jesus liebt Trans. Transidentität in Familie und Kirchgemeinde, Manuela Kinzel Verlag, Göppingen 2018[6]
- Mehr Schöpfer wagen. Ökologische Spiritualität für jeden Tag, Manuela Kinzel Verlag, Dessau 2018[7]